# The Prismatic World Tour
Tournées par Katy Perry
California Dreams Tour
(2011–12) Witness: The Tour
(2017-18)
Le Prismatic World Tour est la troisième tournée de la chanteuse américaine Katy Perry, promouvant son quatrième album studio, Prism. La tournée a débuté le 7 mai 2014 à Belfast, en Irlande du Nord. Sa première étape est composée de performances en Écosse et en Angleterre pour le mois de mai 2014. De juin à octobre 2014, la tournée visita également les États-Unis, le Canada et le Mexique. Une partie de l'argent générée par les billets pour la deuxième étape de la tournée seront donnés à l’UNICEF, à l’organisation de défense des droits autistiques Autism Speaks, à la recherche pour enfants malades de l’hôpital St. Jude de Memphis ainsi qu’à l’organisme américain lié à la recherche pour le cancer du sein, Susan G. Komen for the Cure. La tournée visitera également l'Océanie de novembre à décembre 2014 puis l'Europe et l'Amérique du Sud en 2015. Le Prismatic World Tour est à ce jour la dixième tournée la plus lucrative pour une artiste féminine, avec près de 163 millions de dollars en gains.

## Développement

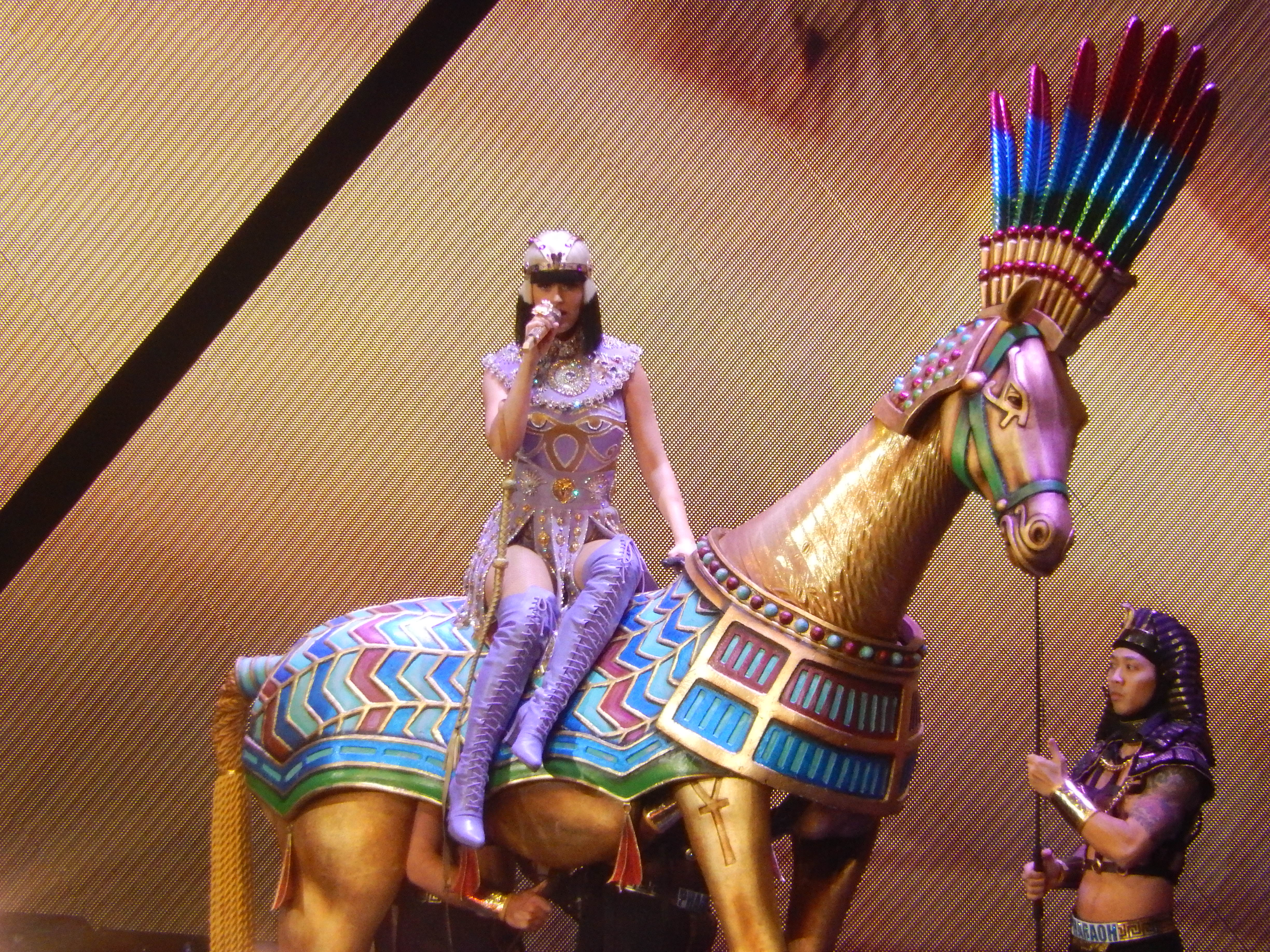
Katy Perry chantant Dark Horse sur un cheval mécanique.

Perry a commencé à parler de la tournée lors de l'événement We Can Survive au Hollywood Bowl en octobre 2013. Pendant cet événement, elle a encouragé les fans à aller la voir lors de sa tournée en 2014, déclarant que celle-ci sera « magique » . Durant la séance photo du 8 novembre 2013 pour une couverture d'Entertainment Weekly, Perry a discuté au sujet de cette tournée, affirmant : « Elle sera fantastique. J'essaie toujours d'atteindre un niveau supérieur. Je pense que les gens réaliseront à quoi ressemble la tournée lorsqu'ils écouteront la musique ». Elle a également souligné qu'elle sera « très proche » du public au cours de la tournée.

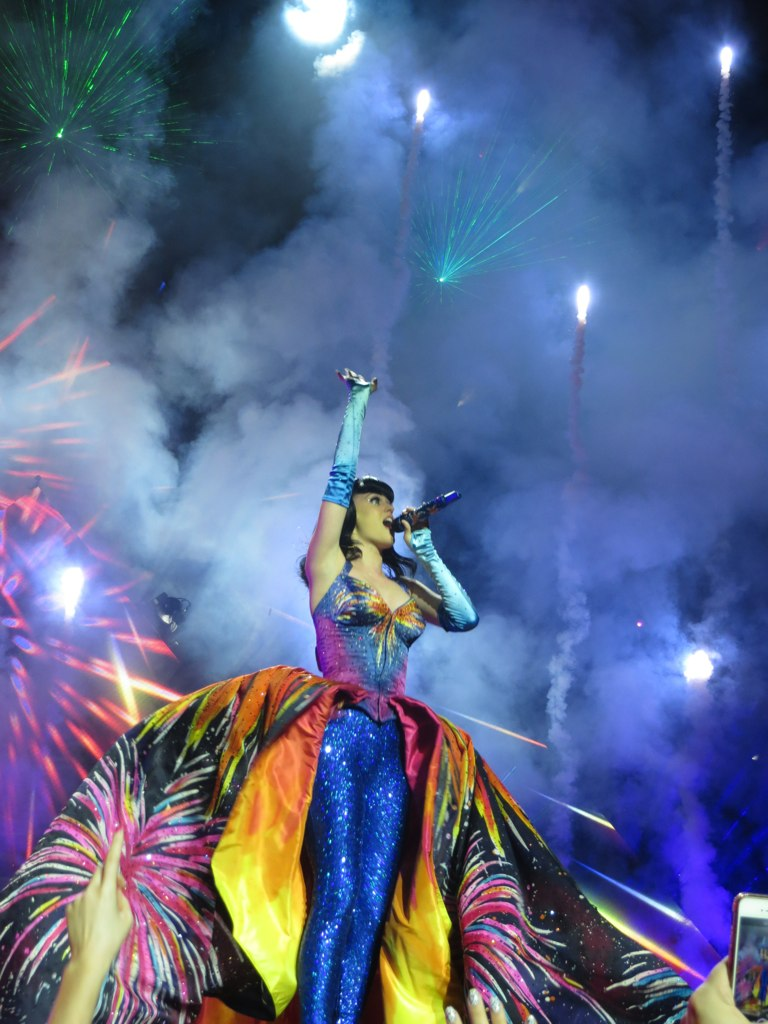
Katy Perry durant Firework.

Lors des MTV Europe Music Awards 2013, Perry a dit que la tournée sera « moins cartoonesque » que le California Dreams Tour et plus un « régal pour les yeux » .
Perry a officiellement annoncé le Prismatic World Tour le 18 novembre 2013, avec les onze premiers concerts qui auront lieu en Irlande du Nord, Écosse et en Angleterre et qu'elle sera accompagnée d'Icona Pop en tant que première partie. 

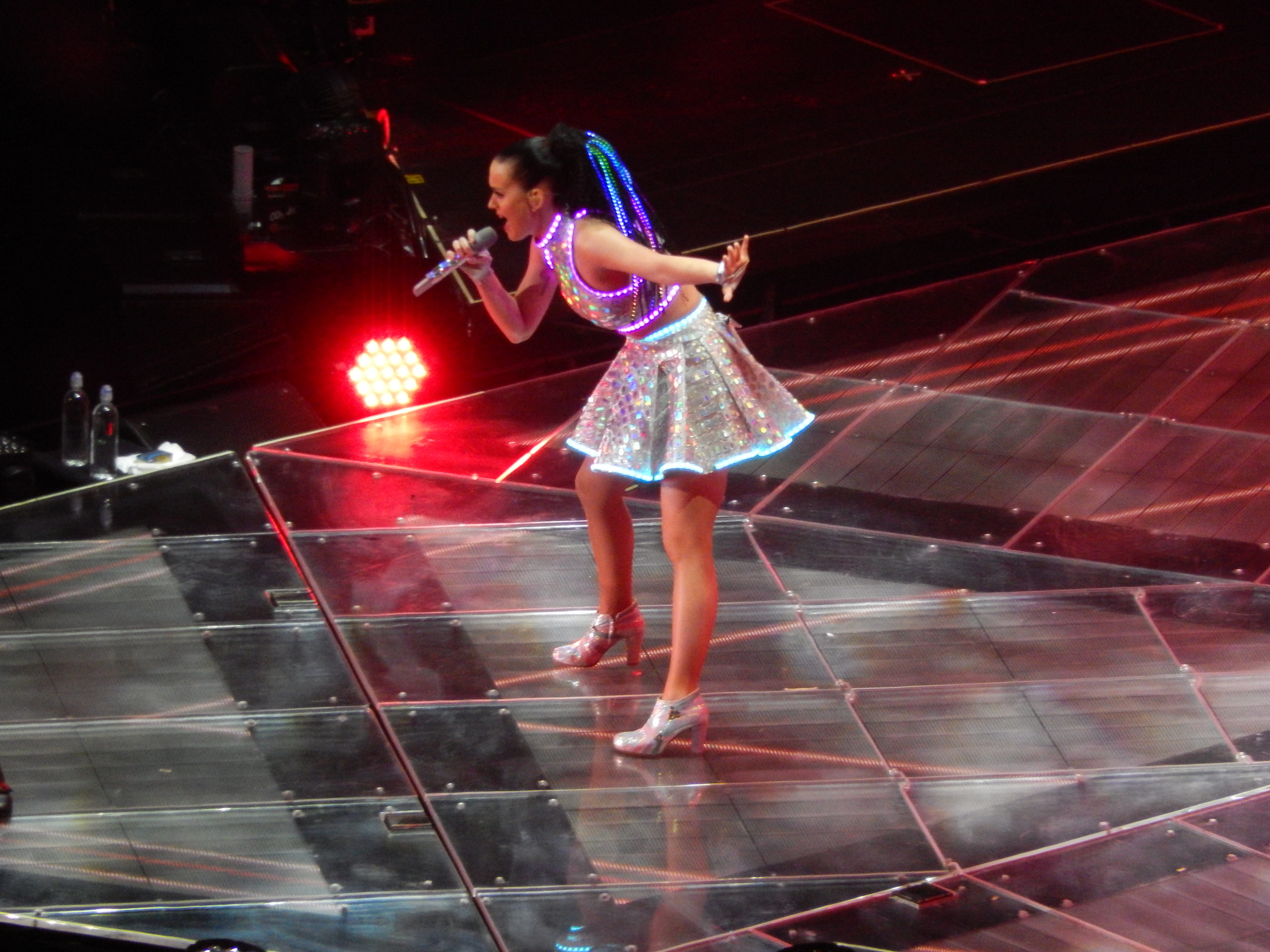
Katy Perry pour l'ouverture de la tournée.

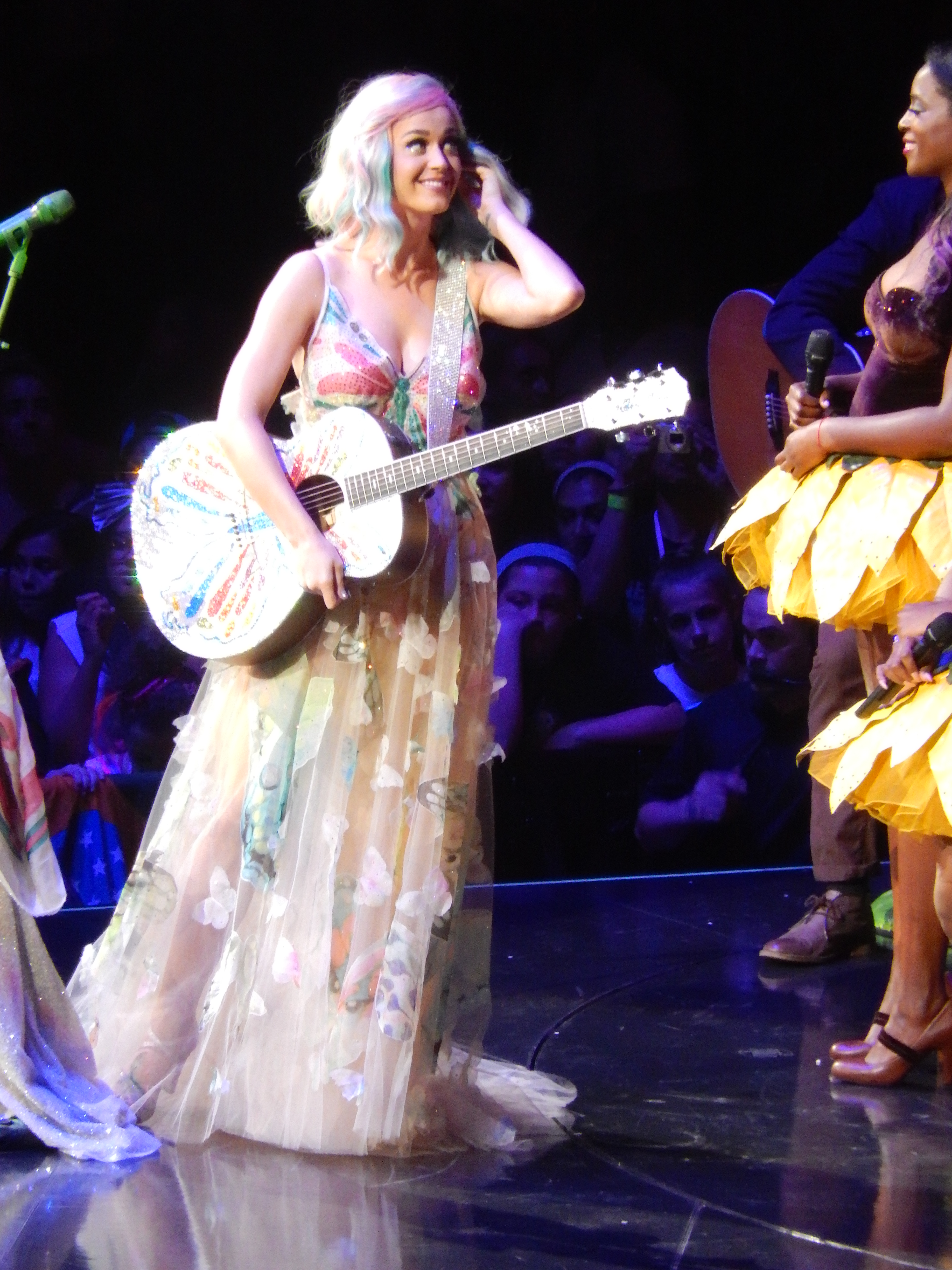
Partie acoustique du concert.

## Première partie
- Icona Pop (Royaume-Uni)

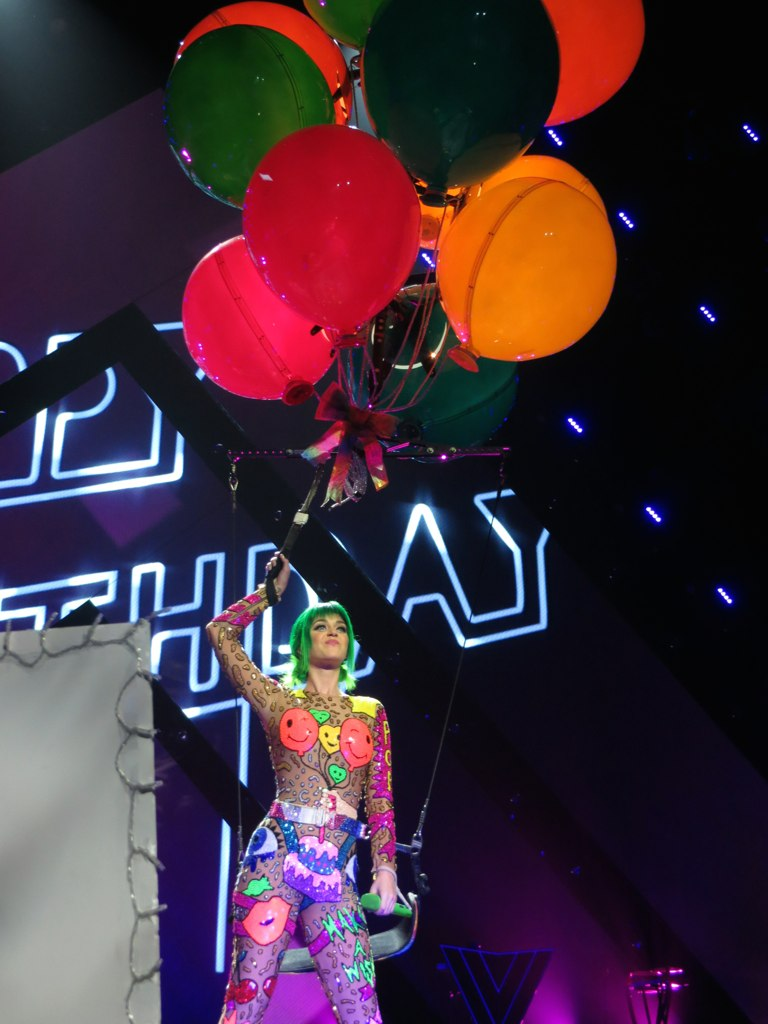
Katy Perry pendant Birthday

- Kacey Musgraves (Amérique du Nord)
- Capital Cities (Amérique du Nord)
- Tegan and Sara (Amérique du Nord)
- Ferras (Amérique du Nord, Asie)
- Becky G (Houston & Mexique)
- Betty Who (en) (Australie du 7 novembre au 28 novembre)
- Tove Lo (Australie à partir du 30 novembre & Nouvelle-Zélande)
- Charli XCX (Europe)

## Programme
Cet ordre des chansons est représentatif du concert du 7 mai 2014, et ne l'est pas pour tous les concerts de la tournée.
1. ''Roar''
2. ''Part Of Me''
3. ''Wide Awake''
4. ''This Moment'' / ''Love Me''
5. ''Dark Horse''
6. ''E.T.''
7. ''Legendary Lovers''
8. ''I Kissed a Girl''
9. ''Hot N' Cold''
10. ''International Smile'' / ''Vogue''
11. ''By The Grace Of God''
12. ''The One That Got Away'' / ''Thinking Of You''
13. ''Unconditionally''
14. ''Megamix Dance Party''
15. ''Walking On Air''
16. ''It Takes Two''
17. ''This Is How We Do'' / ''Last Friday Night''
18. ''Peacock'' Interlude
19. ''Teenage Dream''
20. ''California Gurls''
21. ''Birthday''

Encore :
1. Firework

Setlist 25 mai 
- ''Roar''
- ''Part Of Me''
- ''Wide Awake''
- ''Dark Horse''
- ''I Kissed A Girl''
- ''The One That Go Away'' / ''Thinking Of You''
- ''Unconditionally''
- ''Walking On Air''
- ''Teenage Dream''
- ''California Gurls''
- ''Birthday''
- ''Firework''

## Dates et lieux des concerts
| Étape 1 - Royaume-Uni      |                         |                    |                                                |                        |                      |               |
| 7 mai 2014                 | Belfast, ND             | Royaume-Uni        | Odyssey Arena                                  | Icona Pop              | 18,553 / 18,553      | $1,658,690    |
| 8 mai 2014                 | Belfast, ND             | Royaume-Uni        | Odyssey Arena                                  | Icona Pop              | 18,553 / 18,553      | $1,658,690    |
| 10 mai 2014                | Newcastle, ENG          | Royaume-Uni        | Newcastle Arena                                | Icona Pop              | 9,732 / 10,064       | $803,490      |
| 11 mai 2014                | Nottingham, ENG         | Royaume-Uni        | Capital FM Arena                               | Icona Pop              | N/A                  | N/A           |
| 13 mai 2014                | Birmingham, ENG         | Royaume-Uni        | LG Arena                                       | Icona Pop              | 16,040 / 25,066      | $1,586,622    |
| 14 mai 2014                | Birmingham, ENG         | Royaume-Uni        | LG Arena                                       | Icona Pop              | 16,040 / 25,066      | $1,586,622    |
| 17 mai 2014                | Glasgow, SCO            | Royaume-Uni        | The SSE Hydro                                  | Icona Pop              | 22,591 / 25,892      | $1,897,947    |
| 18 mai 2014                | Glasgow, SCO            | Royaume-Uni        | The SSE Hydro                                  | Icona Pop              | 22,591 / 25,892      | $1,897,947    |
| 20 mai 2014[A]             | Manchester, ENG         | Royaume-Uni        | Manchester Evening News Arena                  | Icona Pop              | 21,343 / 24,951      | $1,796,590    |
| 21 mai 2014                | Liverpool, ENG          | Royaume-Uni        | Echo Arena                                     | Icona Pop              | N/A                  | N/A           |
| 23 mai 2014                | Sheffield, ENG          | Royaume-Uni        | Motorpoint Arena                               | Icona Pop              | 11,233 / 12,596      | $940,600      |
| 24 mai 2014                | Manchester, ENG         | Royaume-Uni        | Manchester Evening News Arena                  | Icona Pop              | —[A]                 | —[A]          |
| 25 mai 2014[B]             | Glasgow, SCO            | Royaume-Uni        | Glasgow Green (festival)                       | N/A                    | N/A                  | N/A           |
| 27 mai 2014                | Londres, ENG            | Royaume-Uni        | O2 Arena                                       | Icona Pop              | 53,871 / 63,574      | $5,023,470    |
| 28 mai 2014                | Londres, ENG            | Royaume-Uni        | O2 Arena                                       | Icona Pop              | 53,871 / 63,574      | $5,023,470    |
| 30 mai 2014                | Londres, ENG            | Royaume-Uni        | O2 Arena                                       | Icona Pop              | 53,871 / 63,574      | $5,023,470    |
| 31 mai 2014                | Londres, ENG            | Royaume-Uni        | O2 Arena                                       | Icona Pop              | 53,871 / 63,574      | $5,023,470    |
| TOTAL                      | TOTAL                   | TOTAL              | TOTAL                                          | TOTAL                  | 153,363 / 180,696    | $13,707,409   |
| Étape 2 - Amérique du Nord |                         |                    |                                                |                        |                      |               |
| 22 juin 2014               | Raleigh, NC             | États-Unis         | PNC Arena                                      | Capital Cities Ferras  | 13,704 / 13,704      | $1,461,008    |
| 24 juin 2014               | Washington, DC          | États-Unis         | Verizon Center                                 | Capital Cities Ferras  | 26,508 / 26,508      | $3,293,503    |
| 25 juin 2014               | Washington, DC          | États-Unis         | Verizon Center                                 | Capital Cities Ferras  | 26,508 / 26,508      | $3,293,503    |
| 27 juin 2014               | Nashville, TN           | États-Unis         | Bridgestone Arena                              | Capital Cities Ferras  | 13,487 / 13,487      | $1,567,175    |
| 28 juin 2014               | Atlanta, GA             | États-Unis         | Philips Arena                                  | Capital Cities Ferras  | 12,843 / 12,843      | $1,525,349    |
| 30 juin 2014               | Tampa, FL               | États-Unis         | Tampa Bay Times Forum                          | Capital Cities Ferras  | 13,680 / 13,680      | $1,503,644    |
| 2 juillet 2014             | Sunrise, FL             | États-Unis         | BB&T Center                                    | Capital Cities Ferras  | 12,888 / 12,888      | $1,382,655    |
| 3 juillet 2014             | Miami, FL               | États-Unis         | AmericanAirlines Arena                         | Capital Cities Ferras  | 13,543 / 13,543      | $1,432,275    |
| 7 juillet 2014             | Uncasville, CT          | États-Unis         | Mohegan Sun Arena                              | Capital Cities Ferras  | 6,286 / 6,541        | $941,786      |
| 9 juillet 2014             | New York, NY            | États-Unis         | Madison Square Garden                          | Capital Cities Ferras  | 13,846 / 13,846      | $2,047,284    |
| 11 juillet 2014            | Newark, NJ              | États-Unis         | Prudential Center                              | Capital Cities Ferras  | 25,584 / 25,584      | $3,363,432    |
| 12 juillet 2014            | Newark, NJ              | États-Unis         | Prudential Center                              | Capital Cities Ferras  | 25,584 / 25,584      | $3,363,432    |
| 15 juillet 2014            | Montréal, QC            | Canada             | Bell Centre                                    | Capital Cities Ferras  | 14,284 / 14,284      | $1,332,540    |
| 16 juillet 2014            | Ottawa, ON              | Canada             | Canadian Tire Centre                           | Capital Cities Ferras  | 13,260 / 13,260      | $1,053,260    |
| 18 juillet 2014            | Toronto, ON             | Canada             | Air Canada Centre                              | Capital Cities Ferras  | 44,556 / 44,556      | $4,403,610    |
| 19 juillet 2014            | Toronto, ON             | Canada             | Air Canada Centre                              | Capital Cities Ferras  | 44,556 / 44,556      | $4,403,610    |
| 21 juillet 2014            | Toronto, ON             | Canada             | Air Canada Centre                              | Capital Cities Ferras  | 44,556 / 44,556      | $4,403,610    |
| 22 juillet 2014            | Pittsburgh, PA          | États-Unis         | Consol Energy Center                           | Capital Cities Ferras  | 13,909 / 13,909      | $1,440,835    |
| 24 juillet 2014            | Brooklyn, NY            | États-Unis         | Barclays Center                                | Capital Cities Ferras  | 27,823 / 27,823      | $3,280,455    |
| 25 juillet 2014            | Brooklyn, NY            | États-Unis         | Barclays Center                                | Capital Cities Ferras  | 27,823 / 27,823      | $3,280,455    |
| 1er août 2014              | Boston, MA              | États-Unis         | TD Garden                                      | Capital Cities Ferras  | 26,227 / 26,227      | $3,178,415    |
| 2 août 2014                | Boston, MA              | États-Unis         | TD Garden                                      | Capital Cities Ferras  | 26,227 / 26,227      | $3,178,415    |
| 4 août 2014                | Philadelphie, PA        | États-Unis         | Wells Fargo Center                             | Capital Cities Ferras  | 28,213 / 28,213      | $2,952,334    |
| 5 août 2014                | Philadelphie, PA        | États-Unis         | Wells Fargo Center                             | Capital Cities Ferras  | 28,213 / 28,213      | $2,952,334    |
| 7 août 2014                | Chicago, IL             | États-Unis         | United Center                                  | Capital Cities Ferras  | 27,851 / 27,851      | $3,369,142    |
| 8 août 2014                | Chicago, IL             | États-Unis         | United Center                                  | Capital Cities Ferras  | 27,851 / 27,851      | $3,369,142    |
| 10 août 2014               | Grand Rapids, MI        | États-Unis         | Van Andel Arena                                | Kacey Musgraves Ferras | 10,286 / 10,286      | $787,474      |
| 11 août 2014               | Auburn Hills, MI        | États-Unis         | The Palace of Auburn Hills                     | Kacey Musgraves Ferras | 13,888 / 13,888      | $1,363,889    |
| 13 août 2014               | Columbus, OH            | États-Unis         | Nationwide Arena                               | Kacey Musgraves Ferras | 14,138 / 14,138      | $1,391,453    |
| 14 août 2014               | Cleveland, OH           | États-Unis         | Quicken Loans Arena                            | Kacey Musgraves Ferras | 15,376 / 15,376      | $1,336,244    |
| 16 août 2014               | Louisville, KY          | États-Unis         | KFC Yum! Center                                | Kacey Musgraves Ferras | 16,306 / 16,306      | 1 607 190 $   |
| 17 août 2014               | Saint-Louis, MO         | États-Unis         | Scottrade Center                               | Kacey Musgraves Ferras | 14,395 / 14,395      | $1,463,826    |
| 19 août 2014               | Kansas City, MO         | États-Unis         | Sprint Center                                  | Kacey Musgraves Ferras | 13,132 / 13,132      | $1,219,456    |
| 20 août 2014               | Lincoln, NE             | États-Unis         | Pinnacle Bank Arena                            | Kacey Musgraves Ferras | 13,693 / 13,693      | $1,217,100    |
| 22 août 2014               | Minneapolis, MN         | États-Unis         | Target Center                                  | Kacey Musgraves Ferras | 13,718 / 13,718      | $1,357,694    |
| 23 août 2014               | Fargo, ND               | États-Unis         | Fargodome                                      | Kacey Musgraves Ferras | 21,843 / 21,843      | $1,660,459    |
| 26 août 2014               | Winnipeg, MB            | Canada             | MTS Centre                                     | Kacey Musgraves Ferras | 11,858 / 11,858      | $956,695      |
| 28 août 2014               | Saskatoon, SK           | Canada             | Credit Union Centre                            | Kacey Musgraves Ferras | 12,379 / 12,379      | $940,310      |
| 29 août 2014               | Calgary, AB             | Canada             | Scotiabank Saddledome                          | Kacey Musgraves Ferras | 12,295 / 12,295      | 1 239 040 $   |
| 31 août 2014               | Edmonton, AB            | Canada             | Rexall Place                                   | Kacey Musgraves Ferras | 25,112 / 25,112      | $2,161,810    |
| 1er septembre 2014         | Edmonton, AB            | Canada             | Rexall Place                                   | Kacey Musgraves Ferras | 25,112 / 25,112      | $2,161,810    |
| 9 septembre 2014           | Vancouver, BC           | Canada             | Rogers Arena                                   | Tegan and Sara Ferras  | 27,462 / 27,462      | $2,680,950    |
| 10 septembre 2014          | Vancouver, BC           | Canada             | Rogers Arena                                   | Tegan and Sara Ferras  | 27,462 / 27,462      | $2,680,950    |
| 12 septembre 2014          | Portland, OR            | États-Unis         | Moda Center                                    | Tegan and Sara Ferras  | 13,675 / 13,675      | $1,137,015    |
| 13 septembre 2014          | Tacoma, WA              | États-Unis         | Tacoma Dome                                    | Tegan and Sara Ferras  | 19,902 / 19,902      | $1,764,933    |
| 16 septembre 2014          | Anaheim, CA             | États-Unis         | Honda Center                                   | Tegan and Sara Ferras  | 23,374 / 23,374      | $2,619,670    |
| 17 septembre 2014          | Anaheim, CA             | États-Unis         | Honda Center                                   | Tegan and Sara Ferras  | 23,374 / 23,374      | $2,619,670    |
| 19 septembre 2014          | Los Angeles, CA         | États-Unis         | Staples Center                                 | Tegan and Sara Ferras  | 28,791 / 28,791      | $3,606,823    |
| 20 septembre 2014          | Los Angeles, CA         | États-Unis         | Staples Center                                 | Tegan and Sara Ferras  | 28,791 / 28,791      | $3,606,823    |
| 22 septembre 2014          | San José, CA            | États-Unis         | SAP Center at San Jose                         | Tegan and Sara Ferras  | 25,173 / 25,173      | $2,963,031    |
| 23 septembre 2014          | San José, CA            | États-Unis         | SAP Center at San Jose                         | Tegan and Sara Ferras  | 25,173 / 25,173      | $2,963,031    |
| 25 septembre 2014          | Glendale, AZ            | États-Unis         | Jobing.com Arena                               | Tegan and Sara Ferras  | 13,145 / 13,145      | $1,423,994    |
| 26 septembre 2014          | Las Vegas, NV           | États-Unis         | MGM Grand Garden Arena                         | Tegan and Sara Ferras  | 12,886 / 12,886      | $1,742,965    |
| 29 septembre 2014          | Salt Lake City, UT      | États-Unis         | EnergySolutions Arena                          | Tegan and Sara Ferras  | 13,860 / 13,860      | $1,218,622    |
| 30 septembre 2014          | Denver, CO              | États-Unis         | Pepsi Center                                   | Tegan and Sara Ferras  | 12,784 / 12,784      | $1,283,904    |
| 2 octobre 2014             | Dallas, TX              | États-Unis         | American Airlines Center                       | Tegan and Sara Ferras  | 27,453 / 27,453      | $3,520,503    |
| 3 octobre 2014             | Dallas, TX              | États-Unis         | American Airlines Center                       | Tegan and Sara Ferras  | 27,453 / 27,453      | $3,520,503    |
| 5 octobre 2014             | Memphis, TN             | États-Unis         | FedExForum                                     | Tegan and Sara Ferras  | 13,136 / 13,136      | $1,177,517    |
| 6 octobre 2014             | Tulsa, OK               | États-Unis         | BOK Center                                     | Tegan and Sara Ferras  | 12,388 / 12,388      | $1,285,851    |
| 8 octobre 2014             | La Nouvelle-Orléans, LA | États-Unis         | New Orleans Arena                              | Tegan and Sara Ferras  | 13,718 / 13,718      | $1,274,571    |
| 10 octobre 2014            | Houston, TX             | États-Unis         | Toyota Center                                  | Becky G Ferras         | 24,268 / 24,268      | $2,692,788    |
| 11 octobre 2014            | Houston, TX             | États-Unis         | Toyota Center                                  | Becky G Ferras         | 24,268 / 24,268      | $2,692,788    |
| 14 octobre 2014            | Monterrey               | Mexique            | Arena Monterrey                                | Becky G Ferras         | N/A                  | N/A           |
| 15 octobre 2014            | Monterrey               | Mexique            | Arena Monterrey                                | Becky G Ferras         | N/A                  | N/A           |
| 17 octobre 2014            | Mexico                  | Mexique            | Palacio de los Deportes                        | Becky G Ferras         | 39,212 / 40,368      | $3,726,052    |
| 18 octobre 2014            | Mexico                  | Mexique            | Palacio de los Deportes                        | Becky G Ferras         | 39,212 / 40,368      | $3,726,052    |
| TOTAL                      | TOTAL                   | TOTAL              | TOTAL                                          | TOTAL                  | 878,138 / 879,549    | $90,403,479   |
| Étape 3 - Océanie          |                         |                    |                                                |                        |                      |               |
| 7 novembre 2014            | Perth, WA               | Australie          | Perth Arena                                    | Betty Who              | 29,153 / 29,153      | $3,822,000    |
| 8 novembre 2014            | Perth, WA               | Australie          | Perth Arena                                    | Betty Who              | 29,153 / 29,153      | $3,822,000    |
| 11 novembre 2014           | Adélaïde, SA            | Australie          | Adelaide Entertainment Centre                  | Betty Who              | 18,426 / 18,426      | $2,264,770    |
| 12 novembre 2014           | Adélaïde, SA            | Australie          | Adelaide Entertainment Centre                  | Betty Who              | 18,426 / 18,426      | $2,264,770    |
| 14 novembre 2014[C]        | Melbourne, VIC          | Australie          | Rod Laver Arena                                | Betty Who              | 100,923 / 100,923    | $13,360,900   |
| 15 novembre 2014           | Melbourne, VIC          | Australie          | Rod Laver Arena                                | Betty Who              | 100,923 / 100,923    | $13,360,900   |
| 18 novembre 2014           | Melbourne, VIC          | Australie          | Rod Laver Arena                                | Betty Who              | 100,923 / 100,923    | $13,360,900   |
| 19 novembre 2014           | Melbourne, VIC          | Australie          | Rod Laver Arena                                | Betty Who              | 100,923 / 100,923    | $13,360,900   |
| 21 novembre 2014[D]        | Sydney, NSW             | Australie          | Allphones Arena                                | Betty Who              | 93,841 / 93,841      | $12,177,000   |
| 22 novembre 2014           | Sydney, NSW             | Australie          | Allphones Arena                                | Betty Who              | 93,841 / 93,841      | $12,177,000   |
| 24 novembre 2014           | Sydney, NSW             | Australie          | Allphones Arena                                | Betty Who              | 93,841 / 93,841      | $12,177,000   |
| 25 novembre 2014           | Sydney, NSW             | Australie          | Allphones Arena                                | Betty Who              | 93,841 / 93,841      | $12,177,000   |
| 27 novembre 2014[E]        | Brisbane, QLD           | Australie          | Brisbane Entertainment Centre                  | Betty Who              | 60,159 / 60,159      | $7,350,110    |
| 28 novembre 2014           | Brisbane, QLD           | Australie          | Brisbane Entertainment Centre                  | Betty Who              | 60,159 / 60,159      | $7,350,110    |
| 30 novembre 2014           | Brisbane, QLD           | Australie          | Brisbane Entertainment Centre                  | Tove Lo                | 60,159 / 60,159      | $7,350,110    |
| 1er décembre 2014          | Brisbane, QLD           | Australie          | Brisbane Entertainment Centre                  | Tove Lo                | 60,159 / 60,159      | $7,350,110    |
| 4 décembre 2014            | Melbourne, VIC          | Australie          | Rod Laver Arena                                | Tove Lo                | —[C]                 | —[C]          |
| 6 décembre 2014            | Melbourne, VIC          | Australie          | Rod Laver Arena                                | Tove Lo                | —[C]                 | —[C]          |
| 7 décembre 2014            | Melbourne, VIC          | Australie          | Rod Laver Arena                                | Tove Lo                | —[C]                 | —[C]          |
| 10 décembre 2014           | Melbourne, VIC          | Australie          | Rod Laver Arena                                | Tove Lo                | —[C]                 | —[C]          |
| 12 décembre 2014           | Sydney, NSW             | Australie          | Allphones Arena                                | Tove Lo                | —[D]                 | —[D]          |
| 13 décembre 2014           | Sydney, NSW             | Australie          | Allphones Arena                                | Tove Lo                | —[D]                 | —[D]          |
| 15 décembre 2014           | Brisbane, QLD           | Australie          | Brisbane Entertainment Centre                  | Tove Lo                | —[E]                 | —[E]          |
| 19 décembre 2014           | Auckland                | Nouvelle-Zélande   | Vector Arena                                   | Tove Lo                | 24,157 / 24,157      | $3,046,890    |
| 20 décembre 2014           | Auckland                | Nouvelle-Zélande   | Vector Arena                                   | Tove Lo                | 24,157 / 24,157      | $3,046,890    |
| TOTAL                      | TOTAL                   | TOTAL              | TOTAL                                          | TOTAL                  | 326,659 / 326,659    | $42,021,670   |
| Étape 4 - Europe           |                         |                    |                                                |                        |                      |               |
| 16 février 2015            | Barcelone               | Espagne            | Palau Sant Jordi                               | Charli XCX             | -                    | -             |
| 17 février 2015            | Montpellier             | France             | Park&Suites Arena                              | Charli XCX             | -                    | -             |
| 20 février 2015            | Lyon                    | France             | Halle Tony-Garnier                             | Charli XCX             | -                    | -             |
| 21 février 2015            | Milan                   | Italie             | Mediolanum Forum                               | Charli XCX             | -                    | -             |
| 23 février 2015            | Prague                  | République tchèque | O2 Arena                                       | Charli XCX             | -                    | -             |
| 24 février 2015            | Cracovie                | Pologne            | Kraków Arena                                   | Charli XCX             | -                    | -             |
| 26 février 2015            | Vienne                  | Autriche           | Wiener Stadthalle                              | Charli XCX             | -                    | -             |
| 27 février 2015            | Bratislava              | Slovaquie          | Ondrej Nepela Arena                            | Charli XCX             | -                    | -             |
| 1er mars 2015              | Zurich                  | Suisse             | Hallenstadion                                  | Charli XCX             | 13,000 / 13,000      | $1,183,140    |
| 2 mars 2015                | Munich                  | Allemagne          | Olympiahalle                                   | Charli XCX             | -                    | -             |
| 4 mars 2015                | Anvers                  | Belgique           | Palais des sports                              | Charli XCX             | 18,396 / 19,920      | $1,045,430    |
| 5 mars 2015                | Cologne                 | Allemagne          | Lanxess Arena                                  | Charli XCX             | -                    | -             |
| 7 mars 2015                | Herning                 | Danemark           | Jyske Bank Boxen                               | Charli XCX             | -                    | -             |
| 9 mars 2015                | Amsterdam               | Pays-Bas           | Ziggo Dome                                     | Charli XCX             | 28,931 / 32,200      | $1,668,938    |
| 10 mars 2015               | Amsterdam               | Pays-Bas           | Ziggo Dome                                     | Charli XCX             | 28,931 / 32,200      | $1,668,938    |
| 12 mars 2015               | Hambourg                | Allemagne          | O2 World Hamburg                               | Charli XCX             | 7,936 / 11,664       | $537,228      |
| 13 mars 2015               | Berlin                  | Allemagne          | O2 World                                       | Charli XCX             | 12,491 / 12,515      | $753,185      |
| 15 mars 2015               | Riga                    | Lettonie           | Arena Riga                                     | Charli XCX             | -                    | -             |
| 19 mars 2015               | Helsinki                | Finlande           | Hartwall Arena                                 | Charli XCX             | -                    | -             |
| 20 mars 2015               | Oslo                    | Norvège            | Telenor Arena                                  | Charli XCX             | -                    | -             |
| 22 mars 2015               | Stockholm               | Suède              | Ericsson Globe                                 | Charli XCX             | 11,119 / 11,765      | $840,405      |
| TOTAL                      | TOTAL                   | TOTAL              | TOTAL                                          | TOTAL                  | 91,873 / 101,064     | $6,028,326    |
| Étape 5 - Asie             |                         |                    |                                                |                        |                      |               |
| 18 avril 2015              | Canton                  | Chine              | Guangzhou International Sports Arena           | The Dolls              | -                    | -             |
| 21 avril 2015              | Shanghai                | Chine              | Mercedes-Benz Arena                            | The Dolls              | -                    | -             |
| 22 avril 2015              | Shanghai                | Chine              | Mercedes-Benz Arena                            | The Dolls              | -                    | -             |
| 25 avril 2015              | Tokyo                   | Japon              | Tokyo Metropolitan Gymnasium                   | The Dolls              | 18,072 / 18,072      | $2,151,436    |
| 26 avril 2015              | Tokyo                   | Japon              | Tokyo Metropolitan Gymnasium                   | The Dolls              | 18,072 / 18,072      | $2,151,436    |
| 28 avril 2015              | Taipei                  | Taïwan             | Taipei Arena                                   | Ferras                 | -                    | -             |
| 1er mai 2015               | Cotai                   | Macao              | CotaiArena                                     | The Dolls              | 19,926 / 19,926      | $2,556,760    |
| 2 mai 2015                 | Cotai                   | Macao              | CotaiArena                                     | The Dolls              | 19,926 / 19,926      | $2,556,760    |
| 7 mai 2015                 | Manille                 | Philippines        | Philippine Arena                               | The Dolls              | 34,628 / 34,628      | $2,049,609    |
| 9 mai 2015                 | Jakarta                 | Indonésie          | Indonesia Convention Exhibition                | The Dolls              | 8,538 / 8,538        | $1,162,004    |
| 11 mai 2015                | Singapour               | Singapour          | Singapore Indoor Stadium                       | The Dolls              | 8,129 / 8,129        | $1,512,262    |
| 14 mai 2015                | Bangkok                 | Thaïlande          | Impact Arena                                   | The Dolls              | 10,110 / 10,110      | $1,477,654    |
| TOTAL                      | TOTAL                   | TOTAL              | TOTAL                                          | TOTAL                  | 99,403 / 99,403      | $11,209,725   |
| Étape 6 - Amérique latine  |                         |                    |                                                |                        |                      |               |
| 22 septembre 2015          | Lima                    | Pérou              | Jockey Club del Perú (Hipódromo de Monterrico) | Gala Briê              | 15,635 / 15,635      | $1,396,180    |
| 25 septembre 2015          | São Paulo               | Brésil             | Allianz Parque                                 | Robyn                  | 35,564 / 35,564      | $2,218,220    |
| 27 septembre 2015          | Rio de Janeiro          | Brésil             | Rock in Rio                                    | Robyn                  | -                    | -             |
| 29 septembre 2015          | Curitiba                | Brésil             | Pedreira                                       | Tinashe                | 16,076 / 16,076      | $1,115,000    |
| 3 octobre 2015             | Buenos Aires            | Argentine          | Hipódromo                                      | Tinashe                | 17,623 / 17,623      | $1,745,600    |
| 6 octobre 2015             | Santiago                | Chili              | Pista Atletica                                 | Tinashe                | 23,438 / 23,438      | $1,955,240    |
| 9 octobre 2015             | Bogota                  | Colombie           | Parque Deportivo                               | Tinashe                | 18,796 / 18,796      | $1,409,520    |
| 12 octobre 2015            | San Juan                | Porto Rico         | Coliseo de Puerto Rico                         | Tinashe                | 15,218 / 15,653      | $1,691,275    |
| 15 octobre 2015            | Panama City             | Panama             | Figali Convention Center                       | Tinashe                | 6,928 / 8,000        | $968,749      |
| 18 octobre 2015            | San Jose                | Costa Rica         | Parque Viva                                    | Tinashe                | 16,199 / 16,199      | $1,423,310    |
| TOTAL                      | TOTAL                   | TOTAL              | TOTAL                                          | TOTAL                  | 165,477 /166,984     | 13 923 094 $  |
| CUMULATIF TOTAL            | CUMULATIF TOTAL         | CUMULATIF TOTAL    | CUMULATIF TOTAL                                | CUMULATIF TOTAL        | 1,714,913/ 1,754,355 | 177 293 703 $ |

### Particularités, annulations et déplacements de certains concerts
A L'affluence et la recette des concerts du 20 et 24 mai à Manchester sont combinés.
B Ce concert fait partie du festival Radio 1's Big Weekend.
C L'affluence et la recette des concerts du 14 au 19 novembre et du 4 au 10 décembre à Melbourne sont combinés.
D L'affluence et la recette des concerts du 21 et 25 novembre ainsi que les 12 et 13 décembre à Sydney sont combinés.
E L'affluence et la recette des concerts du 27 novembre au 1er décembre et le 15 décembre à Brisbane sont combinés.